# Arunachala
Arunachala est une colline située près de Tiruvannamalai dans le Tamil Nadu où est également sis le temple d'Annamalaiyar (en) consacré au dieu Shiva.
Cette colline est considérée comme sainte par ceux qui pratiquent l'Atma Vichara c'est-à-dire l'enquête « qui-suis-je ? » rendue célèbre par le sage Ramana Maharshi. Celui-ci s'était installé au pied de cette colline dès son adolescence, dans un minuscule ermitage qui existe toujours. Plusieurs minuscules lieux de méditation la parsèment, notamment le Skanda Ashram.
Arunachala est l'un des cinq principaux lieux saints shivaites de l'Inde du Sud.

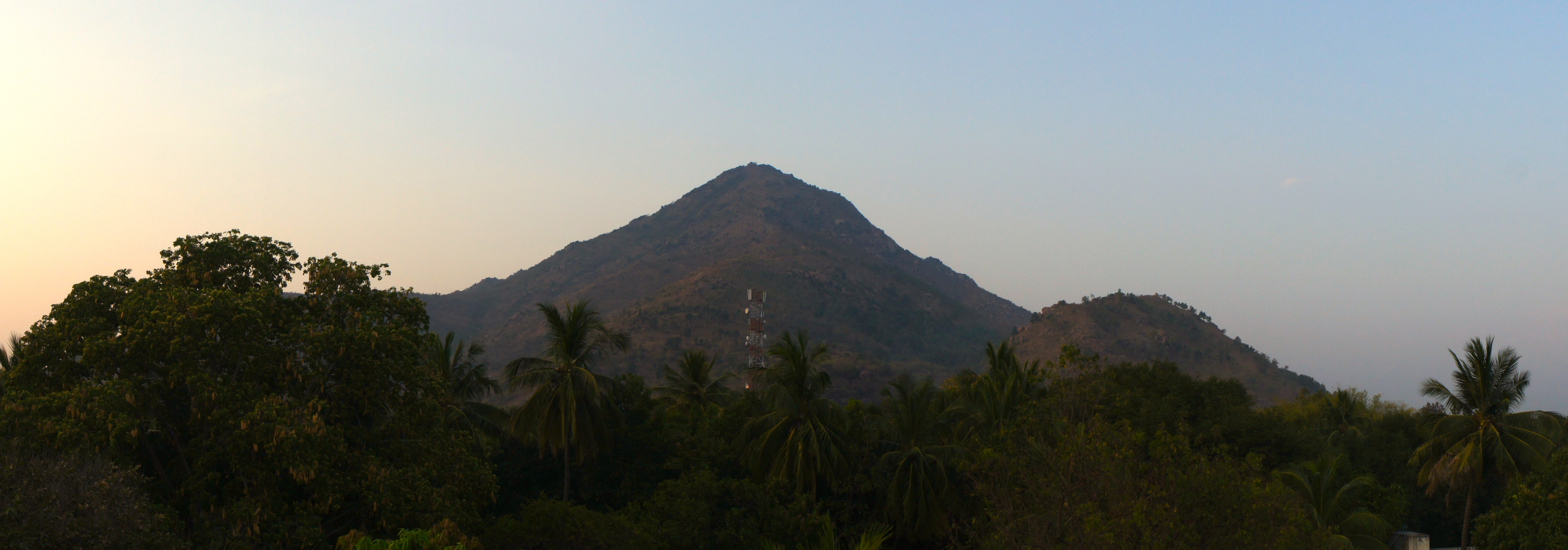
Vue panoramique de la colline en mars 2013.